# Тогузак (Чесменский район)
Тогузак — посёлок в Чесменском районе Челябинской области России. Входит в состав Светловского сельского поселения.

## География
Посёлок находится на юго-востоке области, в степной зоне, на правом берегу реки Верхний Тогузак, на расстоянии 21 километра по прямой к юго-западу от села Чесма, административного центра района. Абсолютная высота 313 метров над уровнем моря.
Часовой пояс
Посёлок Тогузак, как и вся Челябинская область, находится в часовой зоне МСК+2. Смещение применяемого времени относительно UTC составляет +5:00.

## Население
| 2002 | 2010 |
| ---- | ---- |
| 140  | ↘68  |

Гендерный состав
По данным Всероссийской переписи населения 2010 года в гендерной структуре населения мужчины составляли 50 %, женщины — также 50 %.
Национальный состав
Согласно результатам переписи 2002 года, в национальной структуре населения русские составляли 77 %.

## Улицы
Уличная сеть посёлка состоит из двух улиц.